# I miei occhi vedono
I miei occhi vedono è il primo singolo estratto dall'album Nuovi rimedi per la miopia di Bugo, pubblicato il 27 settembre 2011 da Universal.
Nelle parole di Bugo, la canzone "ha un taglio più tradizionale rispetto alla mia produzione precedente ed è dedicata a mia moglie". In una delle immagini realizzate da Bugo che andranno a comporre il booklet del cd si vede Bugo con sua moglie, "lei ha gli occhi chiusi, forse dorme. I miei occhi invece sono aperti, ma quegli occhi non sono veramente i miei, sono quelli di mia moglie. Io vedo il mondo con i suoi occhi, è una dedica d'amore".. In un'altra intervista Bugo dichiara che lanciare "un disco con una canzone dedicata a mia moglie è qualcosa di completamente inedito per me".
Alcuni giornalisti hanno visto nella canzone alcuni elementi spirituali, e lo stesso Bugo, in un'intervista, definisce il brano "quasi una canzone di chiesa". Tuttavia in successive interviste, Bugo ha raccontato di non ritenersi un uomo di fede ma piuttosto "cerco di porre sotto gli occhi di tutti qualcosa di cui secondo me non possiamo fare a meno, e cioè, la tensione al divino" e di non essere "attratto dallo spirituale, mi interessa quando certe tematiche religiose si affiancano all'uomo".
La canzone sarà scelta come colonna sonora del film di Francesco Lagi Missione di pace, a cui Bugo partecipa sia come attore che come autore di tutte le musiche.

## Video musicale
Il videoclip è stato girato dal regista Francesco Lagi sul del film Missione di pace. Bugo all'inizio del video è interrato fino alle ginocchia e piano piano grazie all'aiuto dei suoi commilitoni riuscirà a liberarsi. Nel video compaiono, oltre a Francesco Brandi, anche l'attrice Alba Rohrwacher, la quale nel film interpreta uno dei soldati insieme a Bugo.